# Gunilla Asker
Gunilla Astrid Henriette Asker, född den 6 oktober 1962, var VD för Svenska Dagbladet mellan 2009 och 2018.
2013 utsåg Veckans Affärer Asker till en av Näringslivets 125 mäktigaste kvinnor. Hon har varit ansvarig för utvecklingen och genomförandet av Svenska Dagbladets flerkanalsstrategi i vilken de digitala kanalerna spelar en avgörande roll. Under Askers ledning har tidningen genererat stabil och ökande vinst.
2016 fick Asker på Svenska Dagbladets vägnar ta emot “Best In Show” award från International News Media Association (INMA) vid dess 86th Annual INMA World Congress "for The Pyramid, a sophisticated road map boldly designed to thrive in the news media ecosystem" som valts ut bland 699 bidrag från 40 länder.
2018 lämnade hon Svenska Dagbladet för att från september vara marknadsdirektör  på ICA.

## Utbildning
Gunilla Asker är civilekonom med internationell inriktning från Uppsala universitet. Hon  har under större delen av sitt yrkesverksamma liv arbetat med strategi, försäljning och marknadsföring som bas på bland annat Unilever, SJ Persontrafik AB, Research International/SIFO och Svenska Dagbladet där hon åren 2005–2009 var marknads- och försäljningsdirektör samt från 2009–2018 verkställande direktör.

## Övriga uppdrag
Asker är styrelseledamot i bland annat AB Compricer, AB Göta Kanalbolag, Personal Finance (Lendo, Kundkraft etc.), Schibsted Sverige, Knowit AB och Codan A/S Danmark.